# Zełenopilla (obwód doniecki)
Zełenopilla (ukr. Зеленопілля) – osiedle na Ukrainie, w obwodzie donieckim, w rejonie bachmuckim. W 2001 liczyło 316 mieszkańców, spośród których 130 posługiwało się językiem ukraińskim, a 186 rosyjskim.